# Sușivți, Bilohirea
Sușivți (în ucraineană Сушівці) este localitatea de reședință a comunei Sușivți din raionul Bilohirea, regiunea Hmelnîțkîi, Ucraina.

## Demografie
Componența lingvistică a localității Sușivți
     Ucraineană (100%)
Conform recensământului din 2001, toată populația localității Sușivți era vorbitoare de ucraineană (100%).